# سخران (السدة)

تعديل مصدري - تعديل

سخران محلة تابعة لقرية عدن، التابعة لعزلة بني الحارث بمديرية السدة إحدى مديريات محافظة إب في الجمهورية اليمنية.، بلغ تعداد سكانها 102 حسب تعداد اليمن لعام 2004.